# Головатий Павло Андрійович
Головатий Павло Андрійович (* близько 1715 — † 1795) — останній військовий суддя запорозьких козаків. Після зруйнування Січі в 1775 році заарештований і засланий у Тобольськ, у Знаменський монастир, де й помер. Брат Антона Головатого.